# Blenniella periophthalmus
Blenniella periophthalmus és una espècie de peix de la família dels blènnids i de l'ordre dels perciformes.

## Morfologia
- Els mascles poden assolir 15 cm de longitud total.[1][2]

## Reproducció
És ovípar.

## Alimentació
Menja algues i invertebrats (ostracodes, foraminífers, copèpodes i gastròpodes).

## Hàbitat
És un peix marí de clima tropical i associat als esculls de corall que viu entre 0-3 m de fondària.

## Distribució geogràfica
Es troba des del Mar Roig fins a Durban (Sud-àfrica), les Illes Marqueses, les Tuamotu, les Ryukyu i Micronèsia.